# Creditanstalt
Il Creditanstalt  (scritto anche Credit-Anstalt, e abbreviato CA) è stato un istituto bancario austriaco dal 1855 al 2002.

## Storia

### Impero Austroungarico
Nel 1820 Salomon Mayer von Rothschild, capostipite del ramo austriaco della famiglia Rotschild, fondò la propria banca a Vienna, allora capitale dell'Impero austriaco. La Banca finanziò l'industrializzazione dell'Impero, attraverso il finanziamento di grandi progetti, come la Kaiser Ferdinands-Nordbahn che collegava alla capitale le regioni minerarie della Moravia. Rothschild concesse inoltre prestiti generosi al cancelliere austriaco Metternich e alla nobiltà boema e ungherese.
Il Creditanstalt fu fondato nel 1855 dal figlio di Salomon Mayer Anselm von Rothschild con il nome di  K. k. priv. Österreichische Credit-Anstalt für Handel und Gewerbe ("Imperial regio Istituto di credito privilegiato Austriaco per il Commercio e l'Industria").  La Banca ebbe successo e divenne il maggior istituto di credito dell'Impero Austroungarico.
La direzione della banca rimase per alcune generazioni nella famiglia Rothschild. Nel 1912 fu inaugurata la nuova sede, nella Innere Stadt viennese.

### Prima Repubblica

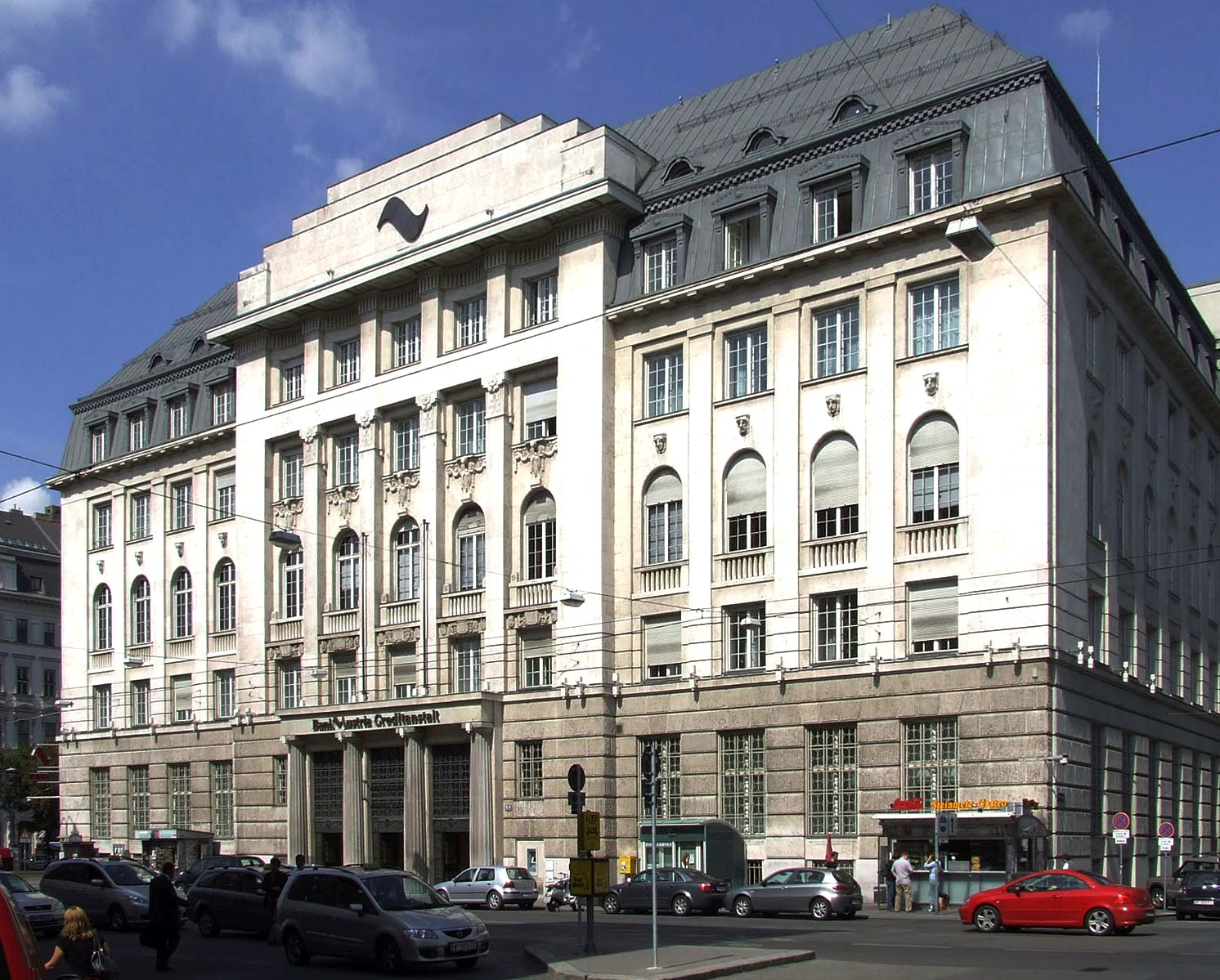
Sede storica del Creditanstalt a Vienna

Dopo la sconfitta nella prima Guerra mondiale e la dissoluzione dell'Impero Austroungarico la situazione cambiò: una delle maggiori debitrici, l'industria meccanica Steyr Werke AG alla fine degli anni Venti si trovò in gravi difficoltà finanziarie. Nel 1929 il governo austriaco guidato da Johann Schober obbligò il Credit-Anstalt, che si credeva dotato di ampie risorse finanziarie, ad assumere i debiti della Steyr. Il contemporaneo crollo di Wall Street portò all'insolvenza di quello che era il più grande istituto di credito austriaco.
Il Creditanstalt dichiarò fallimento nel 1931: fu uno dei maggiori fallimenti bancari all'inizio della Grande depressione degli anni Trenta. Il cancelliere Otto Ender salvò il Creditanstalt distribuendo gli enormi costi fra lo stato, la Oesterreichische Nationalbank e la famiglia Rothschild.
Benché il progetto di nazionalizzazione avanzato dal Partito Socialdemocratico d'Austria fosse stato respinto, tuttavia, la banca fu di fatto nazionalizzata dopo che il cancelliere Engelbert Dollfuß nel 1934 impose la fusione con la Wiener Bankverein, che portò alla creazione della Creditanstalt-Bankverein.
Il fallimento del Creditanstalt ed i suoi effetti sulla crisi bancaria mondiale furono sfruttati dalla propaganda nazista: infatti esso permetteva di accusare gli ebrei (in questo caso i Rotschild) di aver creato problemi economici internazionali .
In seguito all'Anschluss del 1938 la Creditanstalt-Bankverein fu perciò presa di mira per motivi finanziari e razziali. Louis de Rothschild fu arrestato ed accusato delle perdite subite dallo stato austriaco in seguito al crollo della banca: privato delle cariche sociali e espropriato delle azioni, dopo un anno di carcerazione poté emigrare negli Stati Uniti.
Successivamente il Creditanstalt-Bankverein fu rilevato dalla Deutsche Bank. In questo periodo il Creditanstalt si occupò delle finanze di vari lager nazisti, così come della cosiddetta "arianizzazione" delle imprese a proprietà ebraica, come la rifondazione della Sascha-Film come Wien-Film GmbH.

### Seconda Repubblica

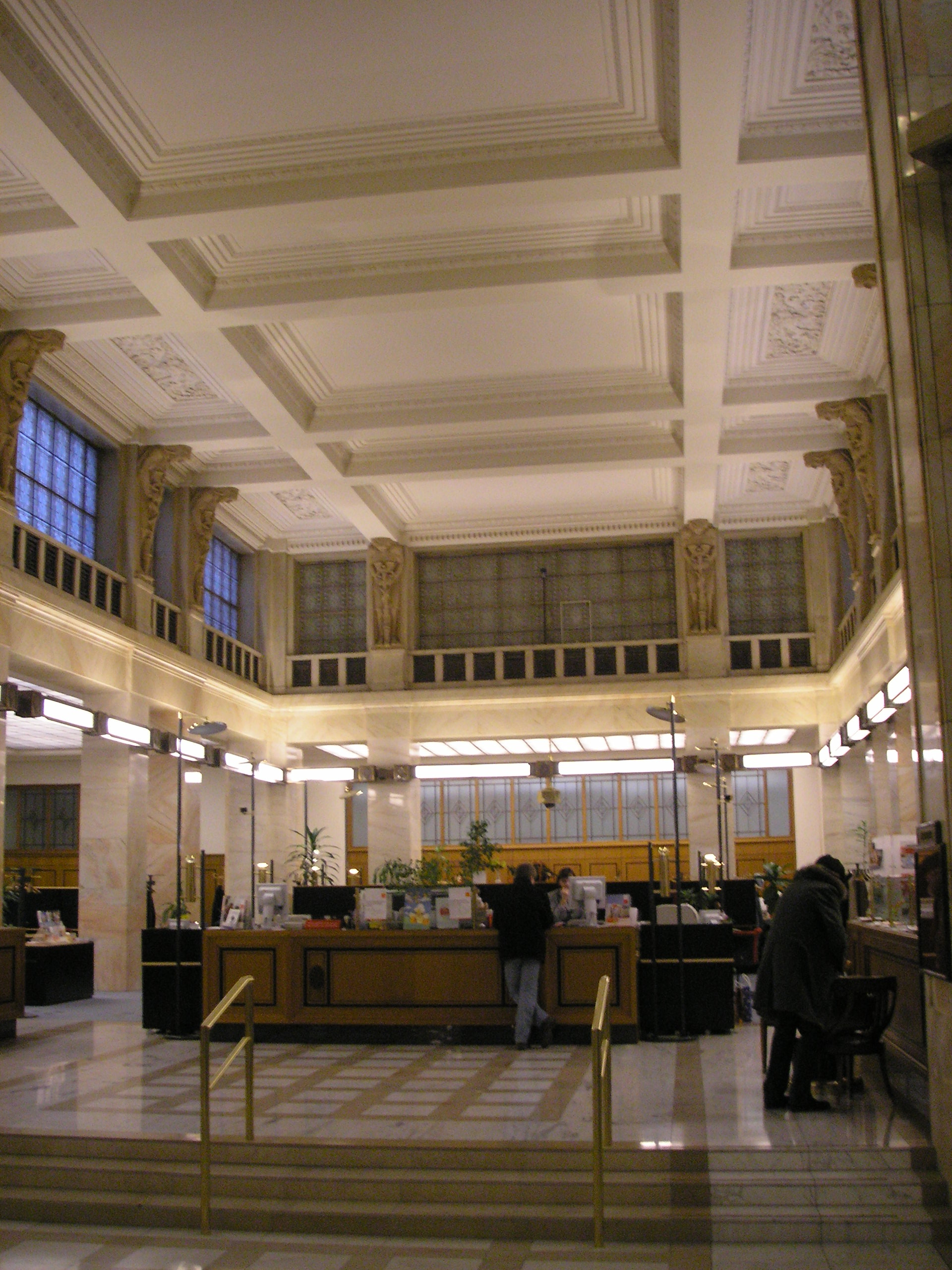
Il salone principale

Dopo la seconda Guerra mondiale la banca fu nazionalizzata dall'autorità alleata d'occupazione nel 1946 e divenne una banca di credito ordinario molto coinvolta nell'economia austriaca, con partecipazioni nelle grandi imprese come la Wienerberger, il gruppo Steyr-Daimler-Puch, la Lenzing e la Semperit. A partire dal 1956 iniziò una parziale privatizzazione del Creditanstalt.
Nel 1981 gli interessi industriali furono ridotti e la quota di proprietà dello Stato scese al 51%. Nel corso degli anni Ottanta il Creditanstalt aprì uffici a Londra, New York e Hong Kong, mentre nel decennio successivo il crollo della Cortina di ferro fece orientare gli investimenti internazionali verso i paesi dell'Europa orientali già appartenuti alla monarchia asburgica.
Nel 1997 le quote ancora di proprietà dello Stato furono cedute alla Bank Austria, portando alla crisi della coalizione di governo fra Socialdemocratici e il Partito Popolare Austriaco, dal momento che il Creditanstalt era considerato "feudo" dei Popolari, mentre Bank Austria, nata dalla Cassa di Risparmio Centrale (Zentralsparkasse) era considerata di sinistra. La fusione fu completata nel 2002 con la creazione della Bank Austria Creditanstalt (BA-CA), che a sua volta venne controllata dalla banca tedesca HypoVereinsbank (HVB).
Nel 2005 la HVB fu acquisita dal gruppo italiano UniCredit e nel 2008, dopo 153 anni di vita, il nome Creditanstalt scomparve definitivamente.